# Auguste Aimé Boullée
Auguste Aimé Boullée (* 4. November 1795 in Bourg-en-Bresse, Département Ain; † 2. Juni 1870 in Passy bei Paris) war ein französischer Historiker.

## Leben und Werk
Auguste Aimé Boullée studierte die Rechtswissenschaft und widmete sich dann dem Staatsdienst. 1821 erhielt er die höchste richterliche Stelle in seiner Vaterstadt und wurde zwei Jahre später zum königlichen Prokurator in Bergerac, danach 1826 zu Mâcon ernannt. Er erhielt infolge des Regierungswechsels anlässlich der Julirevolution von 1830 seinen Abschied und widmete sich fortan in Lyon, seit 1854 in Passy geschichtlichen Studien. Er starb am 2. Juni 1870 im Alter von 74 Jahren in Passy bei Paris.
Boullées Schriften sind geschätzt wegen ihrer Gründlichkeit. Außer kleineren Abhandlungen, zahlreichen Artikeln in der Biographie universelle, Encyclopédie des gens du monde, im Dictionnaire de la conversation u. a. verfasste er eine Reihe biographischer Notizen, die er später in einem eigenen Werk (Biographies contemporaines, 2 Bde., 1863) veröffentlichte und deren Hauptbiographien jene des Generals Lafayette, der Grafen Villèle und Peyronnet, des Prinzen Polignac, von Dupont de Nemours und der Marschalle Victor und Valée sind. Ferner schrieb er u. a. folgende Werke:
- Des anciens royalistes et du gouvernement, Lyon 1830
- Vie de Démosthène, Paris 1834; 2. korrigierte und vermehrte Aufl. Histoire de Démosthène, Paris 1868
- Histoire de la vie et des ouvrages du chancelier d’Aguesseau, Lyon 1835; 2. Aufl. Paris 1848
- Histoire de la France pendant la dernière année de la Restauration, 2 Tle., Paris 1839
- Histoire complète des États-généraux et autres assemblées représentatives de la France 1302-1626, 2 Tle., Paris 1845
- Études biographiques sur Louis-Philippe d’Orléans, dernier roi des Français, Paris 1849
- Étude sur Clarisse Harlowe, Metz 1853
- Essai sur la vie et les ouvrages de J.-E. Portalis, ministre des cultes, Paris 1859